# Décès en mars 1963
Décès
- 1959
- 1960
- 1961
- 1962
- 1963
- 1964
- 1965
- 1966
- 1967

Pour une information complémentaire, voir la page d'aide.

| Date    | Nom            | Pays              | Activités                            | Âge | Source |
| ------- | -------------- | ----------------- | ------------------------------------ | --- | ------ |
| 25 mars | Ernest Johnson | Drapeau du Canada | Joueur de hockey sur glace canadien. | 77  |        |